# Parafia św. Stanisława Biskupa w Rymanowie-Zdroju
Parafia św. Stanisława Biskupa w Rymanowie-Zdroju – rzymskokatolicka parafia znajdująca się w archidiecezji przemyskiej w dekanacie Rymanów w Polsce.
Proboszczem Rymanowa-Zdroju jest od 2006 ks. Marek Zajdel.

## Historia

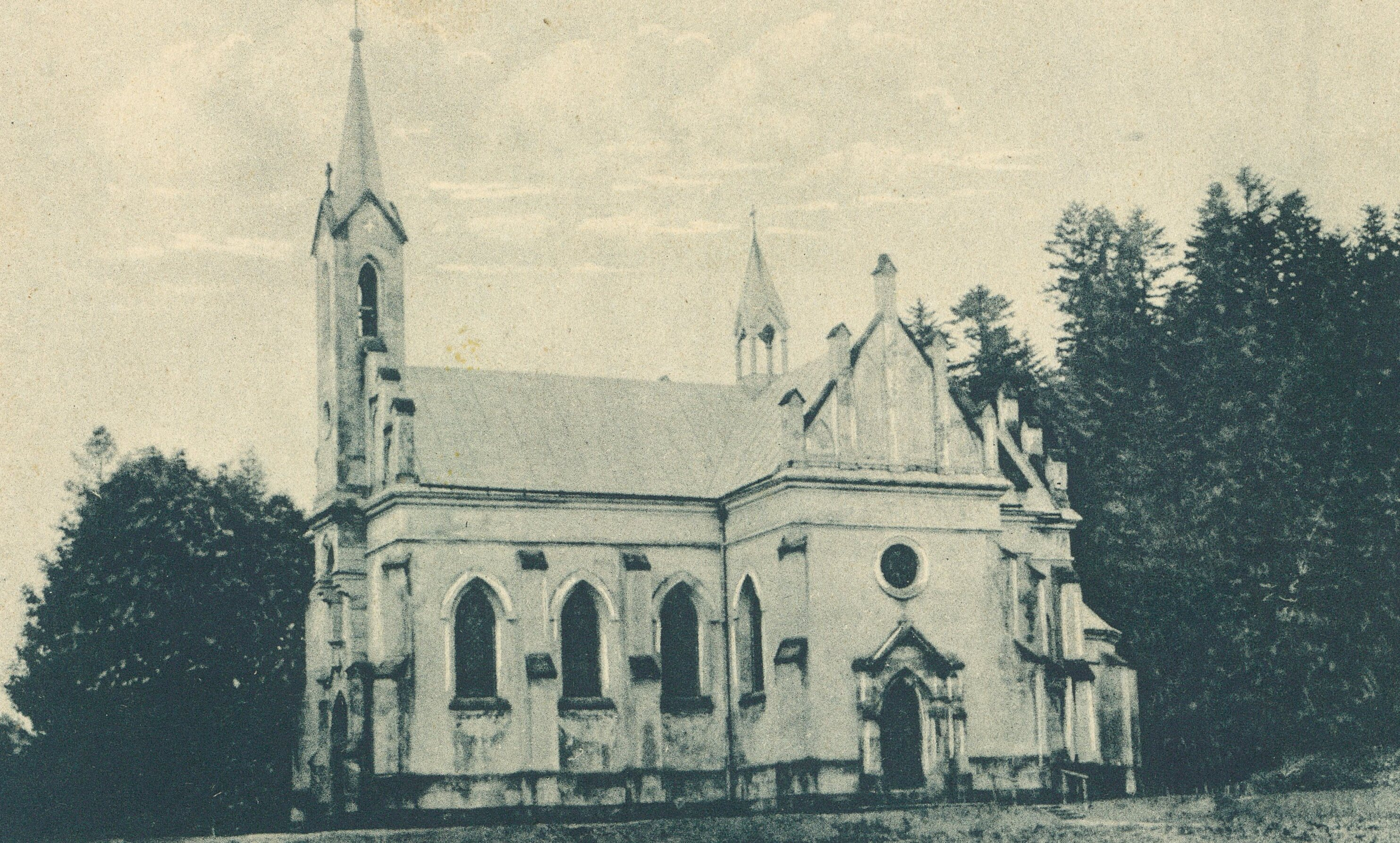
Widok kościoła przed 1939

Pierwsza, drewniana kaplica w uzdrowisku powstała w II połowie XIX wieku wybudowana przez hr. Annę Potocką z Działyńskich. W 1926 biskup pomocniczy przemyski Karol Józef Fischer poświęcił nowy murowany kościół.
Od 1963 w parafii pracują Siostry Miłosierdzia św. Wincentego a Paulo – szarytki.
3 lutego 1974 biskup przemyski Ignacy Tokarczuk erygował parafię św. Stanisława Biskupa w Rymanowie-Zdroju mianując ks. Franciszka Penara pierwszym proboszczem. Dotychczas wierni z Rymanowa-Zdroju należeli do parafii św. Wawrzyńca w Rymanowie.
W latach 1999–2004 kościół parafialny został rozbudowany.

## Duszpasterze

### Proboszczowie
- ks. Franciszek Penar (1974–1995) wcześniej od 1957 kapelan zdrojowy w Rymanowie-Zdroju
- ks. Feliks Paściak (1995–2006)
- ks. Marek Zajdel (od 2006)

### Wikariusze
- ks. Michał Rurak (1983–1985)
- ks. Andrzej Parylak (1985–1987)
- ks. Stanisław Ruszel (1987–1989)
- ks. Stanisław Jamrozek (1989–1992) – obecny biskup pomocniczy przemyski
- ks. Bogusław Ruśnica (1992–1995)
- ks. Jan Smoła (1995–1999)
- ks. Janusz Dudziak (1999–2002)
- ks. Andrzej Kudyba (2002–2005)
- ks. Krzysztof Sobiecki (2005–2005)
- ks. Janusz Łuc (2005–2009)
- ks. Tadeusz Zagaja (2009–2010)
- ks. Grzegorz Jakubik (2010–2013)
- ks. Grzegorz Kowalczyk (2013 – 2015)
- ks. Tomasz Dziob (2015 – 2020)
- ks. Łukasz Pałacki (2020 – 2022)